# Marele Premiu al Belgiei din 2023
Marele Premiu al Belgiei din 2023 (cunoscut oficial ca Formula 1 MSC Cruises Belgian Grand Prix 2023) a fost o cursă auto de Formula 1 ce s-a desfășurat pe 30 iulie 2023 pe Circuitul Spa-Francorchamps din Stavelot, Belgia. Cursa a fost cea de-a douăsprezecea etapă a Campionatului Mondial de Formula 1 al FIA din 2023. A fost al treilea weekend de Mare Premiu din sezonul 2023 care a folosit formatul de sprint.
Deși Max Verstappen a stabilit cel mai rapid timp în calificări, cu peste opt zecimi de secundă peste locul 2, Charles Leclerc, el a început cursa de pe locul șase întrucât a primit o penalizare pe grilă, iar Leclerc a fost promovat în pole position în locul său, ajungând la 20 de pole-uri în carieră. Totuși, Verstappen a recuperat în cursă și și-a adjudecat a opta victorie consecutivă, ajungând pe locul 2 în clasamentul acestui record, în spatele lui Sebastian Vettel care a reușit nouă victorii consecutive în sezonul 2013. Mexicanul Sergio Pérez, coechipierul lui Verstappen de la Red Bull, a încheiat cursa pe locul 2, iar Leclerc s-a clasat pe locul 3.

## Context
Aceasta a fost ultima cursă pentru directorul echipei Alpine, Otmar Szafnauer și directorul lor sportiv Alan Permane, ambii plecând după cursă.
Furnizorul de anvelope Pirelli a adus compușii de anvelope C2, C3 și C4 (denumiți dur, mediu și, respectiv, moale) pentru ca echipele să le folosească la eveniment.

## Sprint

### Calificările pentru sprint
Calificările pentru cursa sprint au avut loc sâmbătă, 29 iulie, programate să înceapă de la ora locală 12:00 UTC+2, 13:00 EEST, dar au fost întârziate cu 35 de minute din cauza ploii.
| Poz.                  | Nr. | Pilot            | Constructor                  | Timpi calificări | Timpi calificări | Timpi calificări | Grila sprint |
| Poz.                  | Nr. | Pilot            | Constructor                  | SQ1              | SQ2              | SQ3              | Grila sprint |
| --------------------- | --- | ---------------- | ---------------------------- | ---------------- | ---------------- | ---------------- | ------------ |
| 1                     | 1   | Max Verstappen   | Red Bull Racing-Honda RBPT   | 1:58,135         | 1:55,200         | 1:49,056         | 1            |
| 2                     | 81  | Oscar Piastri    | McLaren-Mercedes             | 2:00,056         | 1:56,392         | 1:49,067         | 2            |
| 3                     | 55  | Carlos Sainz Jr. | Ferrari                      | 1:59,414         | 1:56,557         | 1:49,081         | 3            |
| 4                     | 16  | Charles Leclerc  | Ferrari                      | 1:59,575         | 1:56,265         | 1:49,251         | 4            |
| 5                     | 4   | Lando Norris     | McLaren-Mercedes             | 2:00,436         | 1:56,828         | 1:49,389         | 5            |
| 6                     | 10  | Pierre Gasly     | Alpine-Renault               | 2:00,032         | 1:56,137         | 1:49,700         | 6            |
| 7                     | 44  | Lewis Hamilton   | Mercedes                     | 1:58,939         | 1:55,823         | 1:49,900         | 7            |
| 8                     | 11  | Sergio Pérez     | Red Bull Racing-Honda RBPT   | 1:59,362         | 1:55,878         | 1:49,961         | 8            |
| 9                     | 31  | Esteban Ocon     | Alpine-Renault               | 1:59,884         | 1:57,051         | 1:50,494         | 9            |
| 10                    | 63  | George Russell   | Mercedes                     | 2:00,475         | 1:57,393         | 1:55,742         | 10           |
| 11                    | 3   | Daniel Ricciardo | AlphaTauri-Honda RBPT        | 2:00,177         | 1:57,687         | N/A              | 11           |
| 12                    | 23  | Alexander Albon  | Williams-Mercedes            | 1:59,198         | Fără timp        | N/A              | 12           |
| 13                    | 2   | Logan Sargeant   | Williams-Mercedes            | 2:00,031         | Fără timp        | N/A              | 13           |
| 14                    | 18  | Lance Stroll     | Aston Martin Aramco-Mercedes | 2:00,460         | Fără timp        | N/A              | 14           |
| 15                    | 14  | Fernando Alonso  | Aston Martin Aramco-Mercedes | 1:59,038         | Fără timp        | N/A              | 15           |
| 16                    | 22  | Yuki Tsunoda     | AlphaTauri-Honda RBPT        | 2:00,568         | N/A              | N/A              | 16           |
| 17                    | 77  | Valtteri Bottas  | Alfa Romeo-Ferrari           | 2:00,951         | N/A              | N/A              | 17           |
| 18                    | 20  | Kevin Magnussen  | Haas-Ferrari                 | 2:01,079         | N/A              | N/A              | 18           |
| 19                    | 24  | Zhou Guanyu      | Alfa Romeo-Ferrari           | 2:01,430         | N/A              | N/A              | 19           |
| Regula 107%: 2:06,404 |     |                  |                              |                  |                  |                  |              |
| —                     | 27  | Nico Hülkenberg  | Haas-Ferrari                 | Fără timp        | N/A              | N/A              | 20           |
| Sursa:                |     |                  |                              |                  |                  |                  |              |

Note
- ^1 – Nico Hülkenberg nu a reușit să stabilească un timp în calificările pentru sprint, dar i s-a permis să intre în sprint la discreția comisariilor de cursă.[8]

### Cursa sprint
Sprintul a avut loc tot pe 29 iulie 2023 și a fost programat la ora locală 16:30 (UTC+2), 17:30 EEST, dar a fost întârziat cu o oră și cinci minute din cauza întârzierii calificărilor pentru sprint și a ploii.
| Poz.                                                                                | Nr. | Pilot            | Constructor                  | Tururi | Timp/Retras | Grilă | Puncte |
| ----------------------------------------------------------------------------------- | --- | ---------------- | ---------------------------- | ------ | ----------- | ----- | ------ |
| 1                                                                                   | 1   | Max Verstappen   | Red Bull Racing-Honda RBPT   | 11     | 24:58,433   | 1     | 8      |
| 2                                                                                   | 81  | Oscar Piastri    | McLaren-Mercedes             | 11     | +6,677      | 2     | 7      |
| 3                                                                                   | 10  | Pierre Gasly     | Alpine-Renault               | 11     | +10,733     | 6     | 6      |
| 4                                                                                   | 55  | Carlos Sainz Jr. | Ferrari                      | 11     | +12,648     | 3     | 5      |
| 5                                                                                   | 16  | Charles Leclerc  | Ferrari                      | 11     | +15,016     | 4     | 4      |
| 6                                                                                   | 4   | Lando Norris     | McLaren-Mercedes             | 11     | +16,052     | 5     | 3      |
| 7                                                                                   | 44  | Lewis Hamilton   | Mercedes                     | 11     | +16,757     | 7     | 2      |
| 8                                                                                   | 63  | George Russell   | Mercedes                     | 11     | +16,822     | 10    | 1      |
| 9                                                                                   | 31  | Esteban Ocon     | Alpine-Renault               | 11     | +22,410     | 9     |        |
| 10                                                                                  | 3   | Daniel Ricciardo | AlphaTauri-Honda RBPT        | 11     | +22,806     | 11    |        |
| 11                                                                                  | 18  | Lance Stroll     | Aston Martin Aramco-Mercedes | 11     | +25,007     | 14    |        |
| 12                                                                                  | 23  | Alexander Albon  | Williams-Mercedes            | 11     | +26,303     | 12    |        |
| 13                                                                                  | 77  | Valtteri Bottas  | Alfa Romeo-Ferrari           | 11     | +27,006     | 17    |        |
| 14                                                                                  | 20  | Kevin Magnussen  | Haas-Ferrari                 | 11     | +32,986     | 18    |        |
| 15                                                                                  | 24  | Zhou Guanyu      | Alfa Romeo-Ferrari           | 11     | +36,342     | 19    |        |
| 16                                                                                  | 2   | Logan Sargeant   | Williams-Mercedes            | 11     | +37,571     | 13    |        |
| 17                                                                                  | 27  | Nico Hülkenberg  | Haas-Ferrari                 | 11     | +37,827     | 20    |        |
| 18                                                                                  | 22  | Yuki Tsunoda     | AlphaTauri-Honda RBPT        | 11     | +39,267     | 16    |        |
| Ab                                                                                  | 11  | Sergio Pérez     | Red Bull Racing-Honda RBPT   | 8      | Coliziune   | 8     |        |
| Ab                                                                                  | 14  | Fernando Alonso  | Aston Martin Aramco-Mercedes | 2      | Accident    | 15    |        |
| Cel mai rapid tur: Max Verstappen (Red Bull Racing-Honda RBPT) – 1:58,943 (turul 6) |     |                  |                              |        |             |       |        |
| Sursa:                                                                              |     |                  |                              |        |             |       |        |

Note
- ^1 – Distanța sprintului a fost programată să fie finalizată în 15 tururi înainte de a fi scurtată cu patru tururi din cauza unei proceduri de pornire amânate.[9]
- ^2 – Lewis Hamilton a terminat pe locul patru, dar a primit o penalizare de cinci secunde pentru că a provocat o coliziune cu Sergio Pérez.[9]
- ^3 – Logan Sargeant a terminat pe locul 14, dar a primit o penalizare de cinci secunde pentru depășirea vitezei pe linia boxelor.[9]

## Marele Premiu

### Calificări
Calificările pentru Marele Premiu au avut loc pe 28 iulie 2023, fiind programate începând cu ora locală 17:00 (UTC+2), ora 18:00 EEST, dar au fost întârziate cu zece minute din cauza ploii.
| Poz.                  | Nr. | Pilot            | Constructor                  | Timpi calificări | Timpi calificări | Timpi calificări | Grila finală |
| Poz.                  | Nr. | Pilot            | Constructor                  | Q1               | Q2               | Q3               | Grila finală |
| --------------------- | --- | ---------------- | ---------------------------- | ---------------- | ---------------- | ---------------- | ------------ |
| 1                     | 1   | Max Verstappen   | Red Bull Racing-Honda RBPT   | 1:58,515         | 1:52,784         | 1:46,168         | 6            |
| 2                     | 16  | Charles Leclerc  | Ferrari                      | 1:58,300         | 1:52,017         | 1:46,988         | 1            |
| 3                     | 11  | Sergio Pérez     | Red Bull Racing-Honda RBPT   | 1:58,899         | 1:52,353         | 1:47,045         | 2            |
| 4                     | 44  | Lewis Hamilton   | Mercedes                     | 1:58,563         | 1:52,345         | 1:47,087         | 3            |
| 5                     | 55  | Carlos Sainz Jr. | Ferrari                      | 1:58,688         | 1:51,711         | 1:47,152         | 4            |
| 6                     | 81  | Oscar Piastri    | McLaren-Mercedes             | 1:58,872         | 1:51,534         | 1:47,365         | 5            |
| 7                     | 4   | Lando Norris     | McLaren-Mercedes             | 1:59,981         | 1:52,252         | 1:47,669         | 7            |
| 8                     | 63  | George Russell   | Mercedes                     | 1:59,035         | 1:52,605         | 1:47,805         | 8            |
| 9                     | 14  | Fernando Alonso  | Aston Martin Aramco-Mercedes | 1:58,834         | 1:52,751         | 1:47,843         | 9            |
| 10                    | 18  | Lance Stroll     | Aston Martin Aramco-Mercedes | 1:59,663         | 1:52,193         | 1:48,841         | 10           |
| 11                    | 22  | Yuki Tsunoda     | AlphaTauri-Honda RBPT        | 1:59,044         | 1:53,148         | N/A              | 11           |
| 12                    | 10  | Pierre Gasly     | Alpine-Renault               | 1:59,511         | 1:53,671         | N/A              | 12           |
| 13                    | 20  | Kevin Magnussen  | Haas-Ferrari                 | 2:00,020         | 1:54,160         | N/A              | 16           |
| 14                    | 77  | Valtteri Bottas  | Alfa Romeo-Ferrari           | 1:59,484         | 1:54,694         | N/A              | 13           |
| 15                    | 31  | Esteban Ocon     | Alpine-Renault               | 1:59,634         | 1:56,372         | N/A              | 14           |
| 16                    | 23  | Alexander Albon  | Williams-Mercedes            | 2:00,314         | N/A              | N/A              | 15           |
| 17                    | 24  | Zhou Guanyu      | Alfa Romeo-Ferrari           | 2:00,832         | N/A              | N/A              | 17           |
| 18                    | 2   | Logan Sargeant   | Williams-Mercedes            | 2:01,535         | N/A              | N/A              | 18           |
| 19                    | 3   | Daniel Ricciardo | AlphaTauri-Honda RBPT        | 2:02,159         | N/A              | N/A              | 19           |
| 20                    | 27  | Nico Hülkenberg  | Haas-Ferrari                 | 2:03,166         | N/A              | N/A              | LB           |
| Regula 107%: 2:06,581 |     |                  |                              |                  |                  |                  |              |
| Sursa:                |     |                  |                              |                  |                  |                  |              |

Note
- ^1 – Max Verstappen a primit o penalizare de cinci locuri pe grilă pentru schimbarea cutiei de viteze.[11]
- ^2 – Kevin Magnussen a primit o penalizare de trei locuri pentru că l-a împiedicat pe Charles Leclerc în Q2.[11]
- ^3 – Nico Hülkenberg s-a calificat pe locul 20 dar a fost obligat să înceapă cursa din spatele grilei pentru că și-a depășit cota de elemente ale unității de putere. De asemenea, el a primit o penalizare de zece locuri pe grilă pentru o nouă cutie de viteze. Apoi, a fost obligat să înceapă cursa de pe linia boxelor deoarece noile elemente au fost schimbate fără aprobarea delegatului tehnic în timpul parc fermé.[11]

### Cursa
Cursa a avut loc pe 30 iulie 2023 începând cu ora locală 15:00 (UTC+2), ora 16:00 EEST, cu distanța de 44 de tururi.
| Poz.                                                               | Nr. | Pilot            | Constructor                  | Tururi | Timp/Retras | Grilă | Puncte |
| ------------------------------------------------------------------ | --- | ---------------- | ---------------------------- | ------ | ----------- | ----- | ------ |
| 1                                                                  | 1   | Max Verstappen   | Red Bull Racing-Honda RBPT   | 44     | 1:22:30,450 | 6     | 25     |
| 2                                                                  | 11  | Sergio Pérez     | Red Bull Racing-Honda RBPT   | 44     | +22,305     | 2     | 18     |
| 3                                                                  | 16  | Charles Leclerc  | Ferrari                      | 44     | +32,259     | 1     | 15     |
| 4                                                                  | 44  | Lewis Hamilton   | Mercedes                     | 44     | +49,671     | 3     | 13     |
| 5                                                                  | 14  | Fernando Alonso  | Aston Martin Aramco-Mercedes | 44     | +56,184     | 9     | 10     |
| 6                                                                  | 63  | George Russell   | Mercedes                     | 44     | +1:03,101   | 8     | 8      |
| 7                                                                  | 4   | Lando Norris     | McLaren-Mercedes             | 44     | +1:13,719   | 7     | 6      |
| 8                                                                  | 31  | Esteban Ocon     | Alpine-Renault               | 44     | +1:14,719   | 14    | 4      |
| 9                                                                  | 18  | Lance Stroll     | Aston Martin Aramco-Mercedes | 44     | +1:19,340   | 10    | 2      |
| 10                                                                 | 22  | Yuki Tsunoda     | AlphaTauri-Honda RBPT        | 44     | +1:20,221   | 11    | 1      |
| 11                                                                 | 10  | Pierre Gasly     | Alpine-Renault               | 44     | +1:23,084   | 12    |        |
| 12                                                                 | 77  | Valtteri Bottas  | Alfa Romeo-Ferrari           | 44     | +1:25,191   | 13    |        |
| 13                                                                 | 24  | Zhou Guanyu      | Alfa Romeo-Ferrari           | 44     | +1:35,441   | 17    |        |
| 14                                                                 | 23  | Alexander Albon  | Williams-Mercedes            | 44     | +1:36,184   | 15    |        |
| 15                                                                 | 20  | Kevin Magnussen  | Haas-Ferrari                 | 44     | +1:41,754   | 16    |        |
| 16                                                                 | 3   | Daniel Ricciardo | AlphaTauri-Honda RBPT        | 44     | +1:43,071   | 19    |        |
| 17                                                                 | 2   | Logan Sargeant   | Williams-Mercedes            | 44     | +1:44,476   | 18    |        |
| 18                                                                 | 27  | Nico Hülkenberg  | Haas-Ferrari                 | 44     | +1:50,450   | LB    |        |
| Ab                                                                 | 55  | Carlos Sainz Jr. | Ferrari                      | 23     | Coliziune   | 4     |        |
| Ab                                                                 | 81  | Oscar Piastri    | McLaren-Mercedes             | 0      | Coliziune   | 5     |        |
| Cel mai rapid tur: Lewis Hamilton (Mercedes) – 1:47,305 (turul 44) |     |                  |                              |        |             |       |        |
| Sursa:                                                             |     |                  |                              |        |             |       |        |

Note
- ^1 – Include un punct pentru cel mai rapid tur.[13]

## Clasamentele campionatelor după cursă
|        | Poz. | Pilot           | Pct. |
| ------ | ---- | --------------- | ---- |
|        | 1    | Max Verstappen  | 314  |
|        | 2    | Sergio Pérez    | 189  |
|        | 3    | Fernando Alonso | 149  |
|        | 4    | Lewis Hamilton  | 148  |
| 2      | 5    | Charles Leclerc | 99   |
| Sursa: |      |                 |      |

|        | Poz. | Constructor                  | Pct. |
| ------ | ---- | ---------------------------- | ---- |
|        | 1    | Red Bull Racing-Honda RBPT   | 503  |
|        | 2    | Mercedes                     | 247  |
|        | 3    | Aston Martin Aramco-Mercedes | 196  |
|        | 4    | Ferrari                      | 191  |
|        | 5    | McLaren-Mercedes             | 103  |
| Sursa: |      |                              |      |

- Notă: Doar primele cinci locuri sunt prezentate în ambele clasamente.